# Rui Juventin

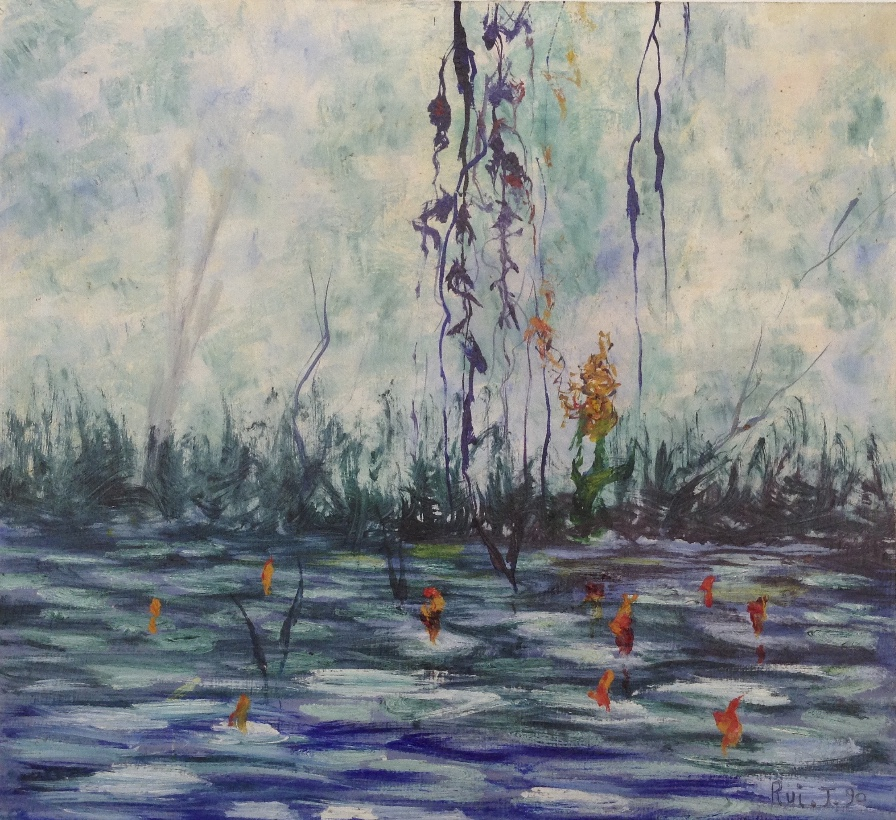
Tableau impressionniste, huile, 1991 : les nénuphars du jardin botanique de Tahiti.

Rui Juventin (orthographié également Ruy Juventin sur certaines de ses toiles) est un artiste-peintre français de Tahiti né le 22 septembre 1916, mort le 21 octobre 1997. Il fut stimulé par les œuvres de Paul Gauguin, qui favorisèrent l'émergence de nombreux artistes polynésiens.

## Biographie
D'abord élève de Wolfgang Wolff, il fréquentera ensuite le Centre d'art abstrait de Tahiti fondé par Frank Fay. Il exposera régulièrement au Centre d'art populaire polynésien qu'il a créé.
Rui Juventin est membre du Centre d'art abstrait fondé par Frank Fay en décembre 1961 ainsi que du Club des artistes peintres de Polynésie (C.A.P.P.O.) dont on relève en 1968 qu'il en est le président.
Professeur au Conservatoire de Polynésie, Rui Juventin a peu exposé de son vivant, préférant mettre ses élèves en avant.

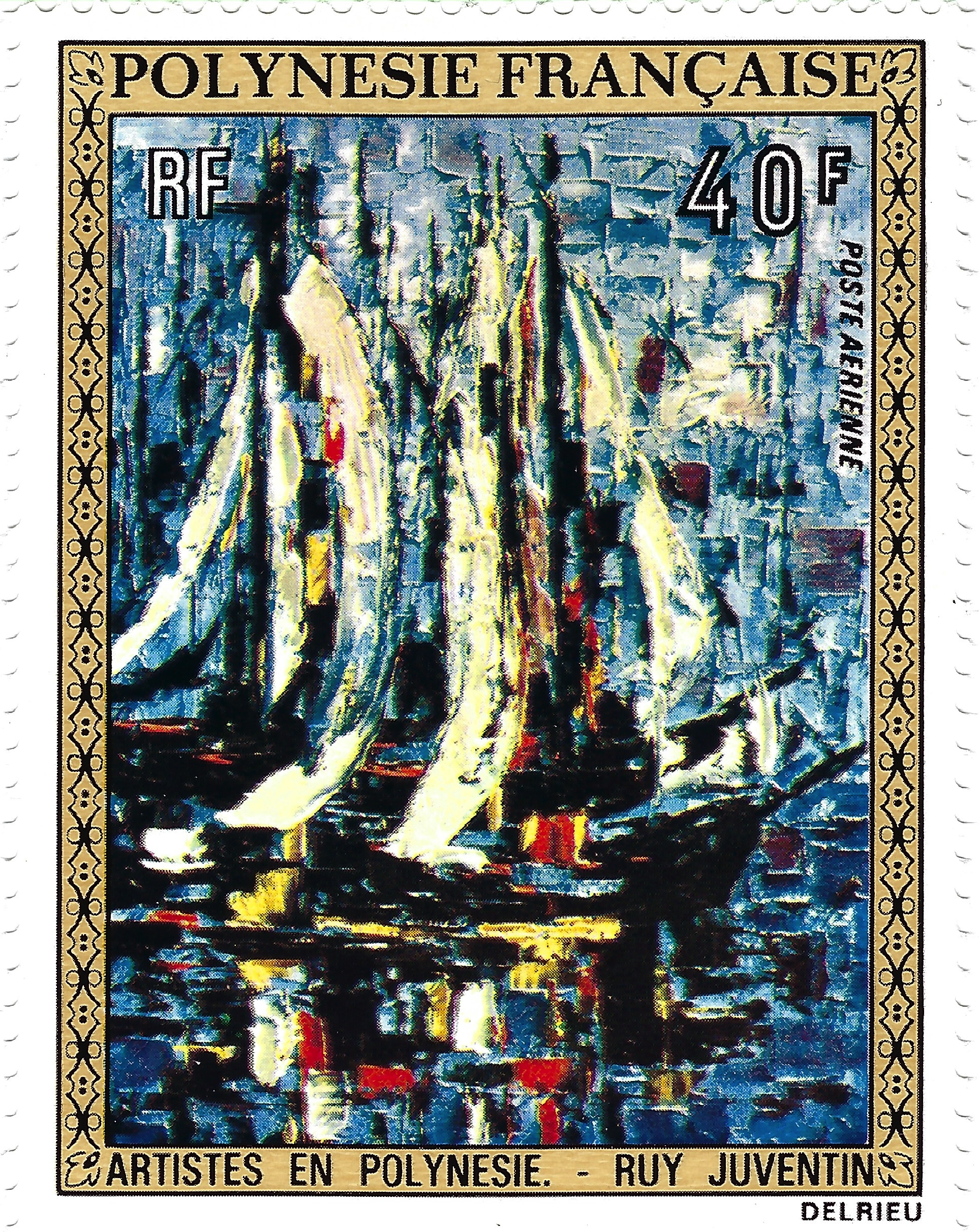
Timbre poste aérienne moderne émis par la Polynésie en 1972 référencé YT n°66.

En 1972, l'une de ses toiles est éditée en timbre-poste et en enveloppe premier jour , dans une série sur les artistes en Polynésie, avec Daniel Adam, André Brooke, Georges Bovy et Aloysius Pilioko.
Théano Jaillet, directrice du Musée de Tahiti et des Îles, reconnaît en lui l'un des authentiques représentants d'une activité artistique proprement polynésienne.
Il ouvre dans les années 1980 un atelier et enseigne les arts plastiques au Conservatoire artistique de Tipaerui, où il enseignera nombres de technique à ses élèves.
Il avouera dans la presse locale, en 1990, avoir fait des centaines de faux de Gouwe et Masson, pour le compte d'un marchand d'art local, sans donner plus de détails. L'enquête n'aboutira pas.
La première guerre du Golfe, en 1991, l'inquiétât beaucoup et il se mit à peindre des toiles plus sombres, remplies de navires de guerre, seule évocation de ce qu'il pouvait imaginer de la guerre.

## Postérité
Plusieurs peintres actuels ont été inspirés par son école, et lui rendent aujourd'hui hommage pour l'inspiration qu'il leur a donnée:
- Michelle Villemin, dite Abby, qui lui écrira un poème[12]
- Pascale Taurua [13],
- Yves Gonnord [14],
- Pit Claudius Trottmann [15],
- Alex de Boisset [16],
- Marie Ollivier [17],
- Marie Lachenaud [18],
- Chantal Carrera [19],
- Tereva Galopin [20],
- Christine Frebault[6].

Il apparait dans le livre "Après Gauguin, la peinture à Tahiti de 1903 à 1960", comme l'un des : "quatre des artistes présentés sont nés en Polynésie française : Claude Machecourt, Meretini Ripo, Rui Juventin et Rosine Temauri Masson. Leurs œuvres marquent une évolution remarquable au sein d'une société où la tradition artistique s'exprimait prioritairement dans le travail du bois ou de la pierre. Ainsi s'affirme « la composante véritable de toute peinture, celle d'une fenêtre ouverte sur l'ailleurs » (Riccardo Pineri, p. 17)."

## Œuvres

### Contribution bibliophilique
- Charles Teriiteanuanua Manu-Tahi, Te parau itea ore hia : pehepehe, poèmes illustrés par Rui Juventin, Papeete, 1979.

### Galerie

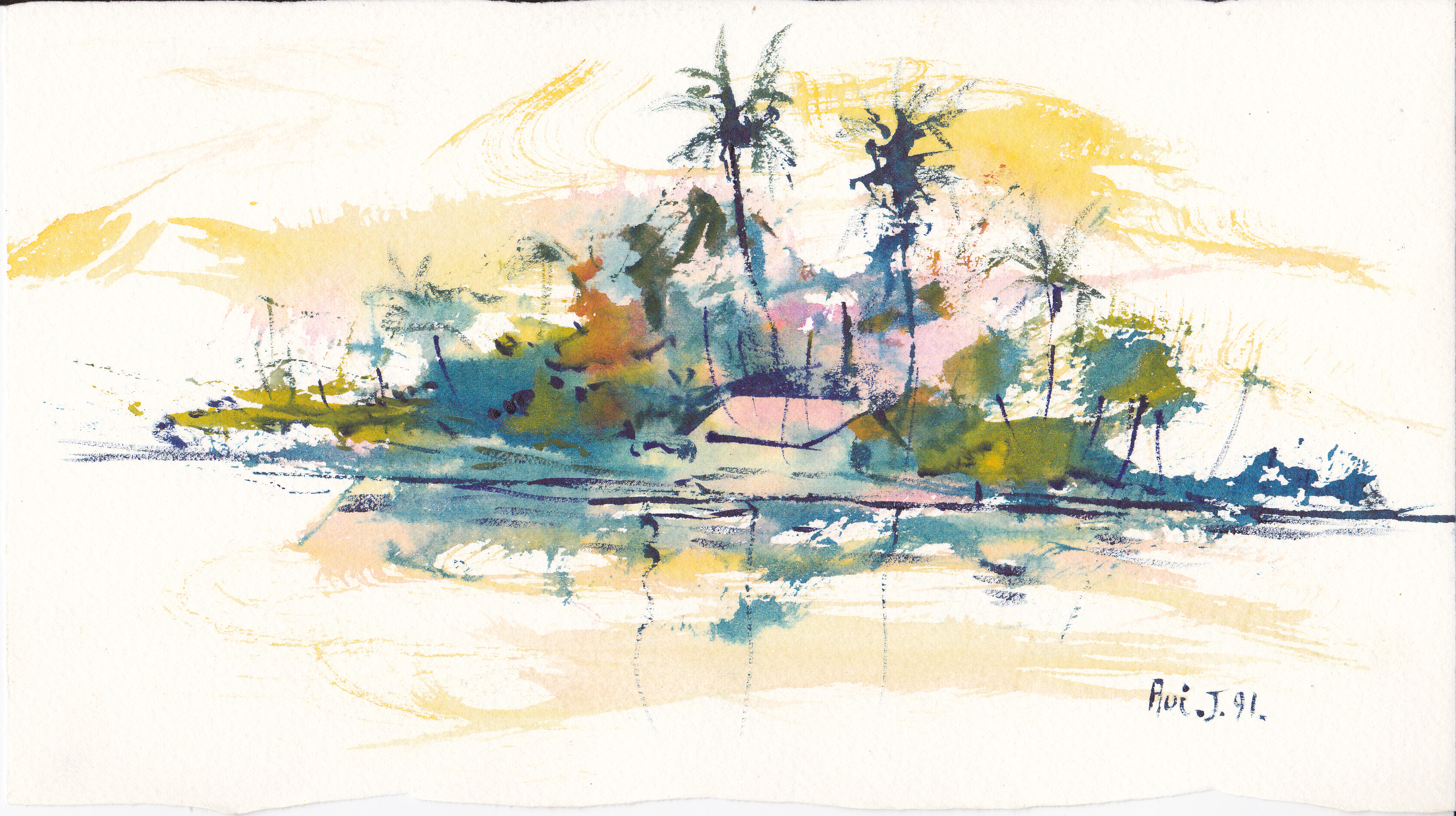
Gouache impressionniste, 1991 : un faré isolé sur son motu.
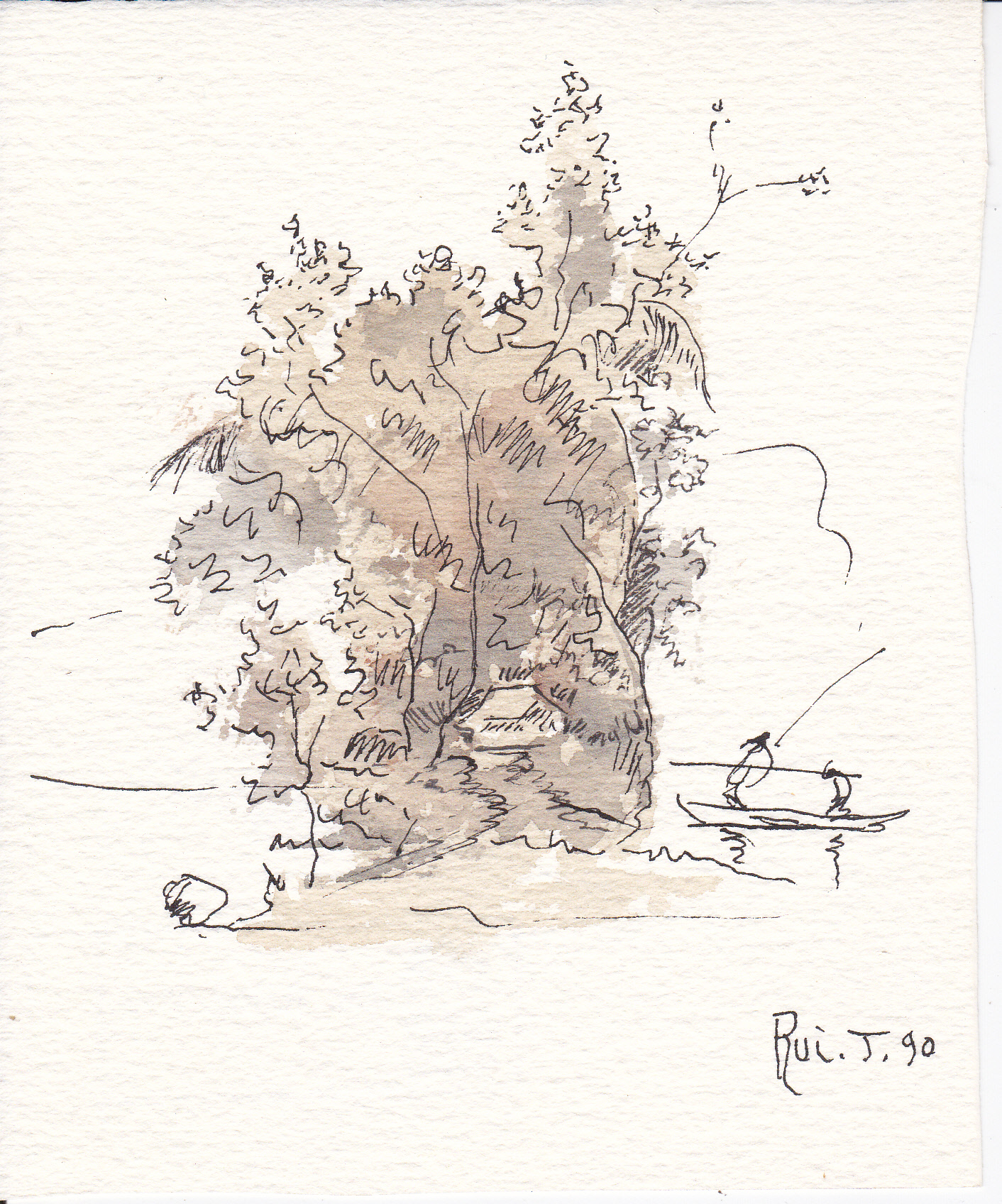
Aquarelle sur encre de Chine, 1990 : pêcheurs.

## Expositions

### Expositions personnelles
- L'école française du Pacifique : [exposition], Paris, Florence Houston-Brown, du 4 juin au 6 juillet 1963[22].
- Salle des fêtes municipale de Papeete, novembre 1967[23].

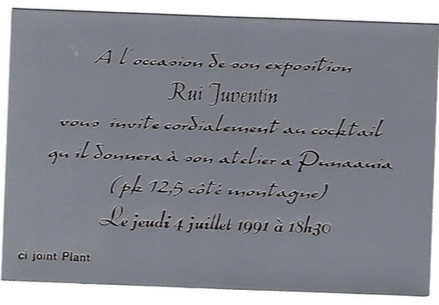
Vernissage de Punaauia, juillet 1991.

- Atelier de Punaauia, juillet 1991.

### Expositions collectives
- L'École française du Pacifique, Galerie Florence Houston Brown, Paris, juin-juillet 1963.
- Après Gauguin, Musée de Tahiti et des Îles, décembre 2013 - mai 2014[10].

### Expositions posthumes
- La Polynésie dans les années 1900, à partir du 4 juin 2019, à la galerie Au Chevalet, Papeete[24].

## Rui Juventin et le marché de l'art
Malgré une diffusion confidentielle en métropole, Rui Juventin apparait de temps en temps lors de ventes aux enchères.
- Lot 140 dans la Gazette de Drouot : "Atimaono, 1920" ou Plantation de canne à sucre, 1990. Huile sur panneau signé et daté en bas vers la droite. Attestation de l'artiste au dos précisant le titre. 55 x 80 cm.